# Telenomus alsophilae
Telenomus alsophilae är en stekelart som beskrevs av Henry Lorenz Viereck 1924. Telenomus alsophilae ingår i släktet Telenomus och familjen Scelionidae. Inga underarter finns listade i Catalogue of Life.